# Nilothauma hibaratertium
Nilothauma hibaratertium is een muggensoort uit de familie van de dansmuggen (Chironomidae). De wetenschappelijke naam van de soort is voor het eerst geldig gepubliceerd in 1993 door Sasa.